# Centro para el Diálogo Humanitario Henri Dunant
El Centro para el Diálogo Humanitario Henri Dunant es una fundación de diplomacia privada con sede en Ginebra constituida el noviembre de 1998, basada en los principios de humanidad, imparcialidad e independencia. El centro está vinculado a la Cruz Roja Internacional y otras organizaciones humanitarias. En 2020 desarrollaba 45 proyectos en 40 países y mantenía 17 oficinas abiertas.
El 3 de mayo de 2018 el director del centro David Harland, se encargó de certificar a los gobiernos español y francés que a las 14.00 horas ETA había dejado de existir.

## Objetivos

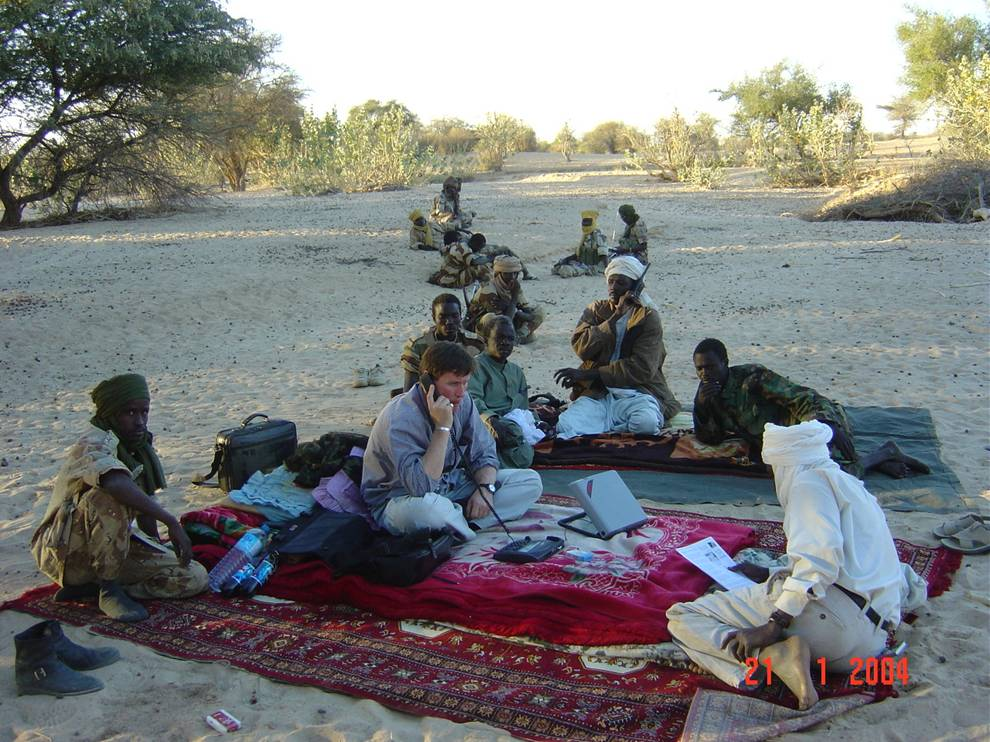
Andrew Marshall, subdirector del Centro Henri Dunant en Darfur, en comunicación con sus colegas de Ginebra vía satélite en 2008

El centro realiza sus actividades en cuatro campos fundamentales: la mediación técnica, la protección civil, las negociaciones para el desarme y la reconstrucción de las infraestructuras judiciales en los países después de finalizados los conflictos. Ha intervenido en diferentes ocasiones en las actividades de mediación para la resolución de conflictos entre países y de conflictos internos de un país, si bien la mayoría de estas intervenciones son desconocidas por tratarse de información reservada. 

## Estructura
La Fundación HD es heredera del Instituto Henri Dunant fundado en 1965 en honor del Premio Nobel de la Paz, Henri Dunant. La sede del CDH está situada a orillas del lago Leman, en un chalet del siglo XIX llamado Villa Plantamour que la ciudad de Ginebra cedió a la fundación tan pronto como se fundó.
Su presidente fue hasta 2001 Abdul G. Koroma, juez de la Corte Internacional de Justicia. En 2006 asumió la presidencia Michael Aaronson y su director ejecutivo fue Martin Griffiths. En 2011 su director ejecutivo pasó a ser David Harland. En 2020 su junta directiva estaba presidida por Espen Barth Eide, miembro del Parlamento Noruego por el Partido Laborista, y por el diplomático francés Pierre Vimont como vicepresidente. El Presidente Honorario de la fundación es el español Javier Solana.

## Financiación
Se financia a través de aportaciones de los gobiernos de distintos países como Estados Unidos, Suiza y Noruega, la Unión Europea (incluidos la mayoría de sus gobiernos), así como otras instituciones, como la Federación Internacional de la Cruz Roja y la Media Luna Roja. En 2004 Suiza y Noruega aportaban más del 56 % de su presupuesto.

## Certificación de la disolución de ETA
El centro Henri Dunant fue el organismo encargado de certificar el 3 de mayo de 2018 la disolución de ETA a las 14.00 horas. Su director, David Harland lo comunicó a los gobiernos español y francés destacando que el 93 % de la banda había votado a favor de su disolución. En una comparecencia restringida en la sede del centro en Ginebra recordó que en ese lugar empezaron hacía 14 años las primeras negociaciones del proceso de paz con el Gobierno de José Luis Rodríguez Zapatero, agradeciendo su labor y la del expresidente del PSE-EE, Jesús Eguiguren, el lehendakari Iñigo Urkullu, y el coordinador general de EH Bildu, Arnaldo Otegi. Harlan leyó la carta de ETA con el anuncio de la disolución facilitada en español, euskera, francés e inglés, confirmando que había sido «verificada» por los responsables del centro. En 2005 algunos medios ya publicaban su labor de mediador en el proceso de paz con ETA del Gobierno de España. En 2011 se publicó que el centro custodiaba las actas de las reuniones mantenidas entre 2006 y 2007 entre representantes del ejecutivo socialista con ETA y Batasuna, señalando que en el momento de la ruptura de negociaciones siempre quedó abierta la vía del Centro Henri Dunant como vía de comunicación.